# Camptomastix
Camptomastix là một chi bướm đêm thuộc họ Crambidae.

## Các loài
- Camptomastix hisbonalis (Walker, 1859)
- Camptomastix septentrionalis Inoue, 1982